# Lago di Lugano
Lugano (wł. Lago di Lugano lub Ceresio, łac. Lacus Ceresius) – jezioro w 
Szwajcarii i Włoszech.

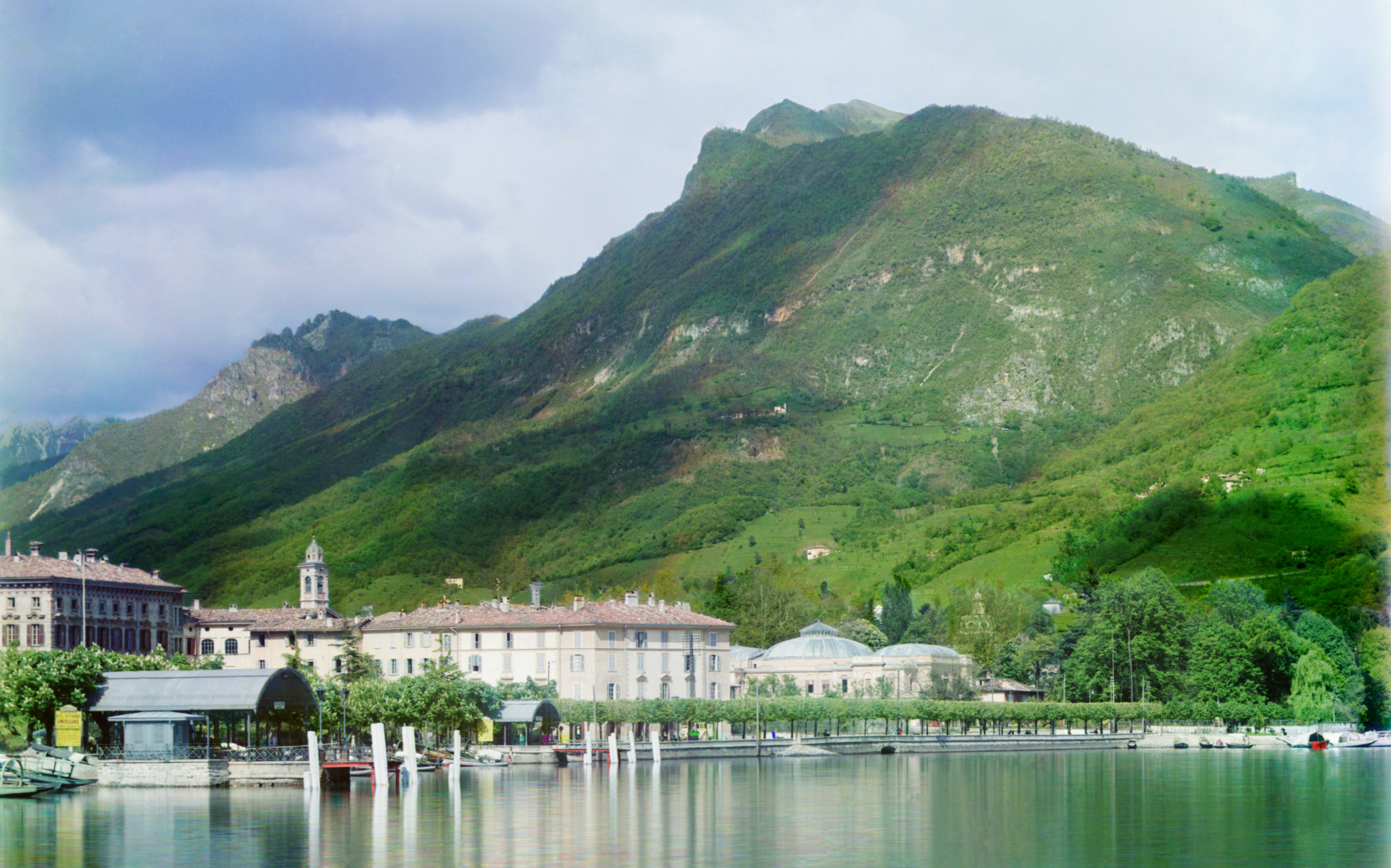
Lugano na fotografii S. Prokudina-Gorskiego z początku XX wieku

Położone w Alpach Lugańskich, łączy jeziora Maggiore i Como.
Powierzchnia: 48,7 km²
Głębokość: 288 m
Wysokość: 271 m n.p.m.
Pojemność: 6 500 mln m³
Jezioro Lugano jest drenowane przez rzekę Tresa do jeziora Maggiore. 

## Miasta nad jeziorem Lugano
- Lugano (Szwajcaria)
- Castagnola (Szwajcaria)
- Gandria (Szwajcaria/Włochy)
- Porlezza (Włochy)
- Campione d’Italia (Włochy)
- Capolago (Szwajcaria)
- Porto Ceresio (Włochy)
- Ponte Tresa (Włochy/Szwajcaria)
- Agno (Szwajcaria)
- Figino (Szwajcaria)
- Morcote (Szwajcaria)
- Melide (Szwajcaria)